# اوبره-شتروهایش
اوبره-شتروهایش (به آلمانی: Oberehe-Stroheich) یک شهر در آلمان است که در فولکانایفل واقع شده‌است. اوبره-شتروهایش ۳۴۸ نفر جمعیت دارد.